# Празеодимтрицинк
Празеодимтрицинк — бинарное неорганическое соединение
празеодима и цинка
с формулой PrZn3,
кристаллы.

## Получение
- Сплавление стехиометрических количеств чистых веществ:

{\displaystyle {\mathsf {Pr+3Zn\ {\xrightarrow {833^{o}C}}\ PrZn_{3}}}}

## Физические свойства
Празеодимтрицинк образует кристаллы
ромбической сингонии,
пространственная группа P nma,
параметры ячейки a = 0,6655 нм, b = 0,4595 нм, c = 1,0383 нм, Z = 4,
структура типа трицинкиттрия YZn3
.
Соединение образуется по перитектической реакции при температуре 833°C.